# Hybogaster breviterebra
Hybogaster breviterebra är en stekelart som först beskrevs av Josef Fahringer 1942.  Hybogaster breviterebra ingår i släktet Hybogaster och familjen bracksteklar. Inga underarter finns listade i Catalogue of Life.